# Relativismo moral
Relativismo Moral é uma posição metaética em que o julgamento moral ou de valores variam conforme entidades diferentes como indivíduos, culturas e classes sociais as propõem.
O conceito é frequentemente confundido com o método de relativismo cultural empregado pela antropologia na análise de culturas de etnias diferentes do observador.
 O conceito do relativismo cultural empregado pela antropologia é descritivo e não uma instância moral.